# N343 (België)
De N343 is een gewestweg in België bij de plaats Gullegem. De weg begint bij de afrit van de A19 en gaat via de Rijksweg naar het begin van het industrieterrein van Gullegem. De weg heeft een lengte van ongeveer 2,5 kilometer.
De gehele weg bestaat uit twee rijstroken voor beide rijrichtingen samen.